# Klinorepi zovoj
Klinorepi zovoj (lat. Ardenna pacifica) je vrsta morske ptice iz porodice zovoja. Srednje je veličine. 
Najveći je od tropskih zovoja. Pojavljuje se u dvije boje: tamnoj i blijedoj. Blijeda boja dominira u sjevernom Tihom oceanu, a tamna drugdje. Kod blijedog oblika perje na leđima, glavi i gornjem dijelu krila je sivo-smeđe boje, a ispod je bijelo perje. Kod tamnog oblika cijelo tijelo je sivo-smeđe. Klinorepi zovoj, kako mu ime kaže, ima rep klinastog oblika. Kljun je taman, a noge su boje mesa.
Pelagičan je. Hrani se ribama, lignjama i rakovima. Najveći dio prehrane čine ribe, (oko 66 %), posebno one iz porodice trlja (Mullidae).

## Vanjske poveznice
|  | Zajednički poslužitelj ima stranicu o temi Ardenna pacifica    |
|  | Zajednički poslužitelj ima još gradiva o temi Ardenna pacifica |
|  | Wikivrste imaju podatke o taksonu Ardenna pacifica             |